# M. Philips Price
Morgan Philips Price (* 29. Januar 1885 in Gloucester; † 23. September 1973) war ein britischer Politiker (Labour Party).

## Leben und Tätigkeit
Price war ein Sohn des Parlamentsabgeordneten William Edwin Price, der früh starb und von dem er an seinem 21. Geburtstag umfangreichen Landbesitz erbte. Er besuchte die Harrow School und studierte am Trinity College der Universität Cambridge, wo er ein Diplom im Fach Landwirtschaft erwarb. In den folgenden Jahren bereiste er mehrfach das zaristische Russland, unter anderem als Teilnehmer einer agrarwissenschaftlichen Expedition, die abgelegene Winkel des Landes bereiste.
Price begann seine Karriere bei der Liberal Party. In den letzten Jahren vor dem Ersten Weltkrieg wurde er als Kandidat dieser Partei für das Parlament im Wahlkreis Gloucester ins Auge gefasst, dann aber aufgrund der öffentlichen Antikriegshaltung, die er nach dem Beginn des Krieges einnahm, in der Liberal Party politisch marginalisiert: 1914 schloss er sich der antibellizistischen Union of Democratic Control, der wichtigsten Organisation der Kriegsgegner in Großbritannien, an. Im selben Jahr veröffentlichte er das Werk The Diplomatic History of the War, in dem er allen europäischen Großmächten eine Teilschuld am Ausbruch des Krieges, insbesondere an der Eskalation der Julikrise vom Sommer 1914, zuwies.
Um 1915 wurde Price Journalist für die Zeitung Manchester Guardian, die ihn aufgrund seiner russischen Sprachkenntnisse als Kriegsberichterstatter vom osteuropäischen Kriegsschauplatz berichten ließ. In dieser Stellung erlebte er 1917 die russische Revolution aus nächster Nähe mit. In der Folgezeit war er mehrere Jahre lang ein begeisterter Verehrer des Revolutionsführers Wladimir Lenin und des Bolschewismus, ging aber in der zweiten Hälfte der 1920er Jahre sukzessive in Abstand zu dem durch die Revolution errichteten Sowjetstaat und seiner Ideologie. Aufsehen erregte Price mit einer Serie von Artikeln, die von Ende 1917 bis Anfang 1918 erschienen, in denen er eine Reihe von Geheimverträgen der alliierten Kriegsmächte veröffentlichte, deren Texte ihm von Leo Trotzki überlassen worden waren. Seine Erlebnisse während der Revolution beschrieb Price 1921 in einem Buch, in dem er auch einige seiner Zeitungsartikel für den Guardian aus dieser Zeit wiederveröffentlichte. Von 1919 bis 1923 berichtete Price dann als Korrespondent des Daily Herald aus Deutschland, wohin er im Dezember 1918 als einer der ersten britischen Berichterstatter nach dem Ende des Krieges gereist war.
Politisch wandte Price sich zu Beginn der 1920er Jahre von der damals zerfallenden Liberal Party ab und schloss sich der Labour Party an: Für diese kandidierte er bei den Parlamentswahlen der Jahre 1922, 1923 und 1924 für den Parlamentssitz des Wahlkreises Gloucester, unterlag aber jedes Mal. Bei der Parlamentswahl von 1929 gelang es ihm schließlich einen Sitz zu erringen und als Vertreter des Wahlkreises Whitehaven in das House of Commons, das britische Parlament, einzuziehen. Nachdem er sein Mandat bei der Wahl von 1931 an einen konservativen Gegenkandidaten verloren hatte, konnte er 1935 für den Wahlkreis Forest of Dean ins Parlament zurückkehren, dem er nun ohne Unterbrechung bis 1959 angehörte (von 1935 bis 1950 als Vertreter für den Wahlkreis Forest of Dean, dann, nach der Abschaffung dieses Wahlkreises im Jahr 1950, von 1950 bis 1959 für den neugeschaffenen Wahlkreis West Gloucestershire). Er gehörte dem Unterhaus somit während eines Zeitraumes von dreißig Jahren sechsundzwanzig Jahre lang an und wurde fünf Mal gewählt (1929, 1935, 1945, 1950 und 1954).
Neben seiner Abgeordnetentätigkeit amtierte Price in der Regierung von Ramsay MacDonald ab 1929 als Privatsekretär der Erziehungsministers Charles Trevelyan.

## Schriften
- The Diplomatic History of the War, 1914.
- The Truth about Allied Intervention in Russia, 1918.
- My Reminiscences of the Russian Revolution, London 1921.
- The Economic Problems of Europe: Pre-war and After, 1928.
- Hitler's War and Eastern Europe, 1940.
- A History of Turkey: From Empire to Republic, 1968. (Nachdruck 2013, 2015)
- My Three Revolutions, London 1969.
- Dispatches from the Revolution. Russia 1916-18, 1997. (Nachdruck von Zeitungsartikeln)